# Weinberg (Gospenroda)
Der teilweise bewaldete Weinberg hat eine Gipfelhöhe von 355,9 m ü. NN und zählt zum Frauenseer Forst. Er befindet sich am Ostrand der Ortslage von Gospenroda, einem Stadtteil von Werra-Suhl-Tal im Wartburgkreis in Thüringen.
Der auf seiner Südseite steil über Gospenrodaer Sportplatz im  Märzgraben aufragende Berg reicht im Norden an den Landerskopf. Der Name „Weinberg“ soll mit dem Kloster Frauensee in Zusammenhang stehen und ein Beleg für den spätmittelalterlichen Weinanbau sein.